# Lázeňský dům v Sopotech
Lázeňský dům v Sopotech, polsky Dom Zdrojowy w Sopocie, je lázeňský dům a kulturní památka na pobřeží Gdaňského zálivu Baltského moře v městském obvodu Dolny Sopot města Sopoty (Sopot) v severním Polsku. Geograficky se také nachází v mezoregionu Mierzeja Wiślana v etnickém/historickém regionu Kašubsko v Pomořském vojvodství. Památkově chráněná budova, společně s blízkým dřevěným molem v Sopotech a majákem Sopoty, patří mezi nejznámější budovy v Sopotech.

## Historie
První lázeňský dům byl postaven již v roce 1824 jako jednopatrová budova, která byla později rozšířena, a v níž se nacházely hotelové pokoje a taneční sál. V roce 1879 byla zahájena stavba nové budovy, která byla otevřena v roce 1881. V roce 1909 byla budova zbourána a na jejím místě byl postaven třetí Lázeňský dům, který navrhl gdaňský architekt Carl Weber. Budova s tanečními sály, restauracemi, kasinem a hotelem byla slavnostně otevřena 16. června 1910. Během druhé světové války, po obsazení Sopot Rudou armádou v roce 1945, byl Lázeňský dům Rudou armádou vyrabován a zapálen. Po předání města Polsku nebyla budova obnovena. V roce 2006 byl postaven čtvrtý lázeňský dům a hotel. Nová budova do značné míry citlivě navazuje na předchozí architekturu.

## Současnost
Současný Lázeňský dům byl opraven v červenci 2009 a funguje jako multifunkční budova služeb města Sopoty a má plošnou rozlohu 10105 m². Společně s přilehlým hotelem Sheraton tvoří jeden funkční komplex, který nabízí:
- lázně
- zdroj solankové vody k pití

- konferenční centrum

- restaurace a bary
- hotel

- obchody

- podzemní parkoviště
- galerie

## Galerie

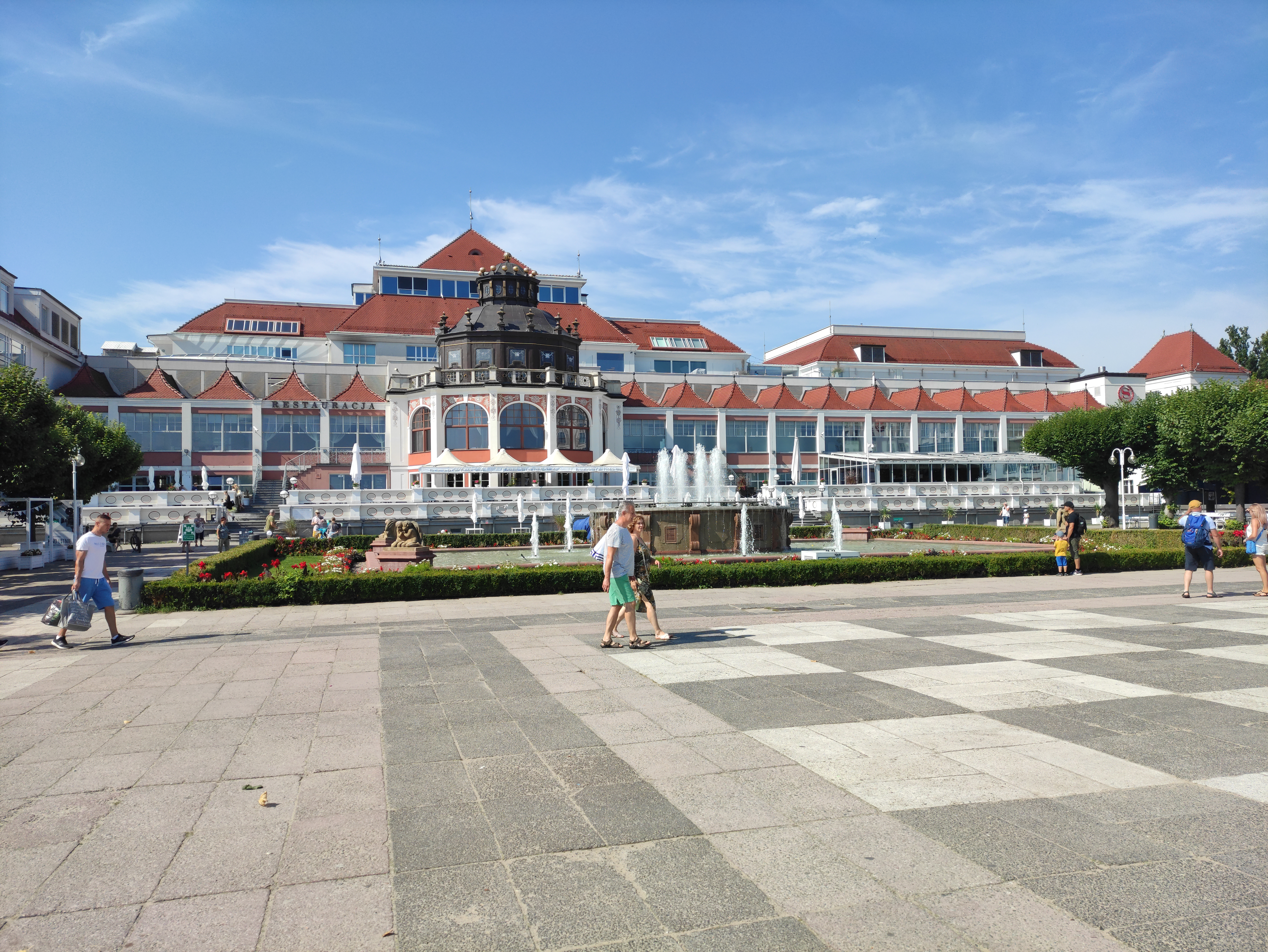
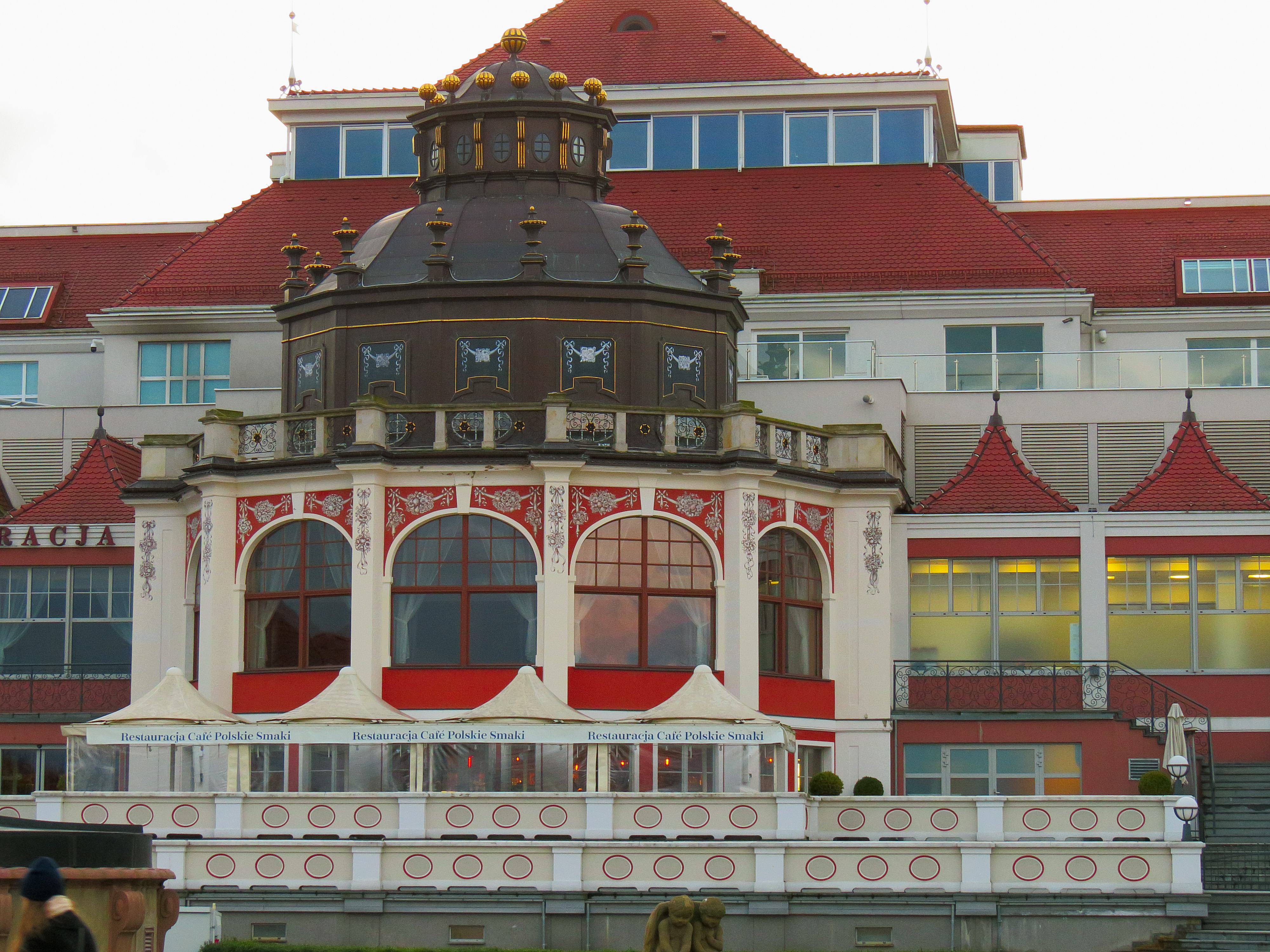
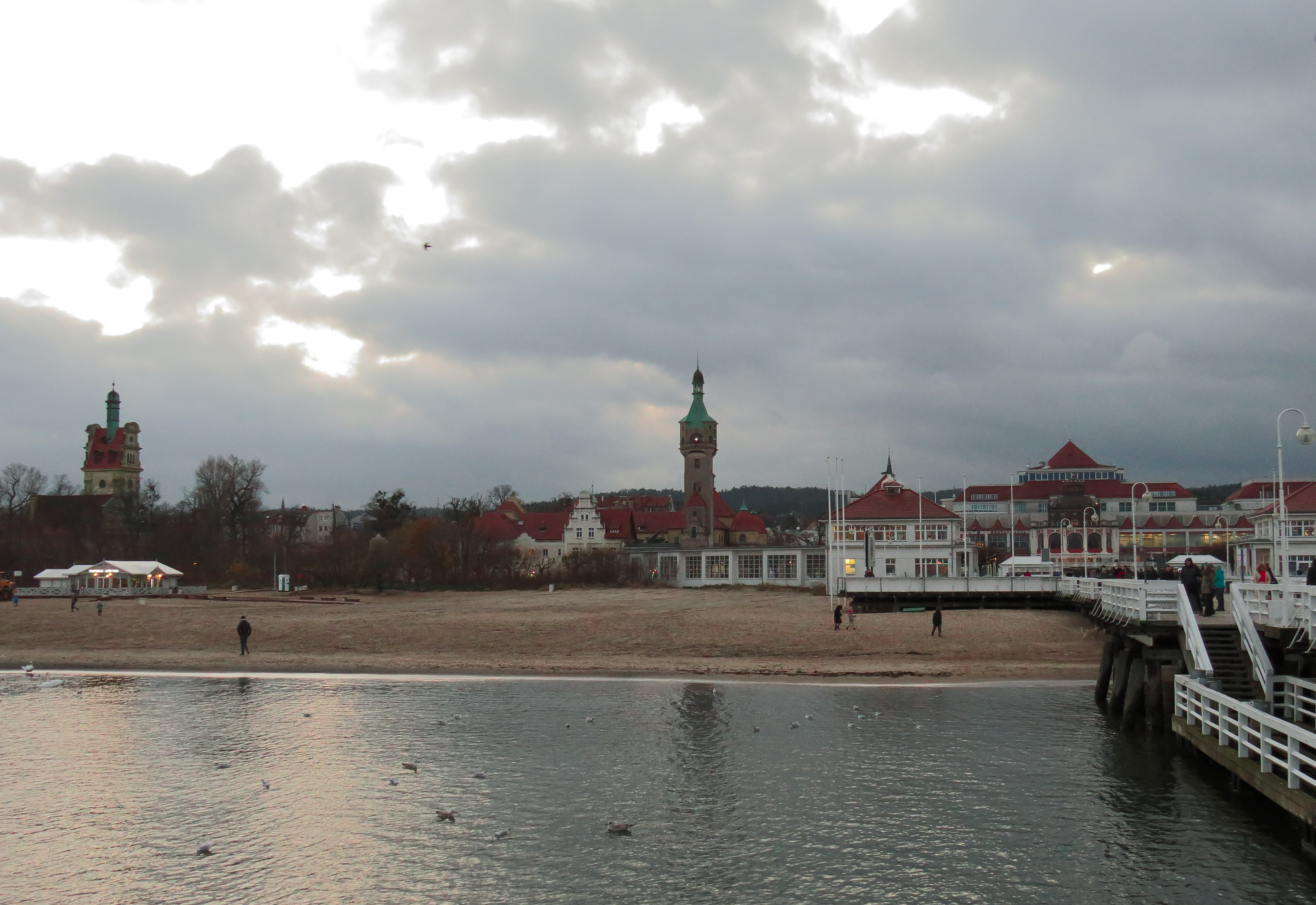
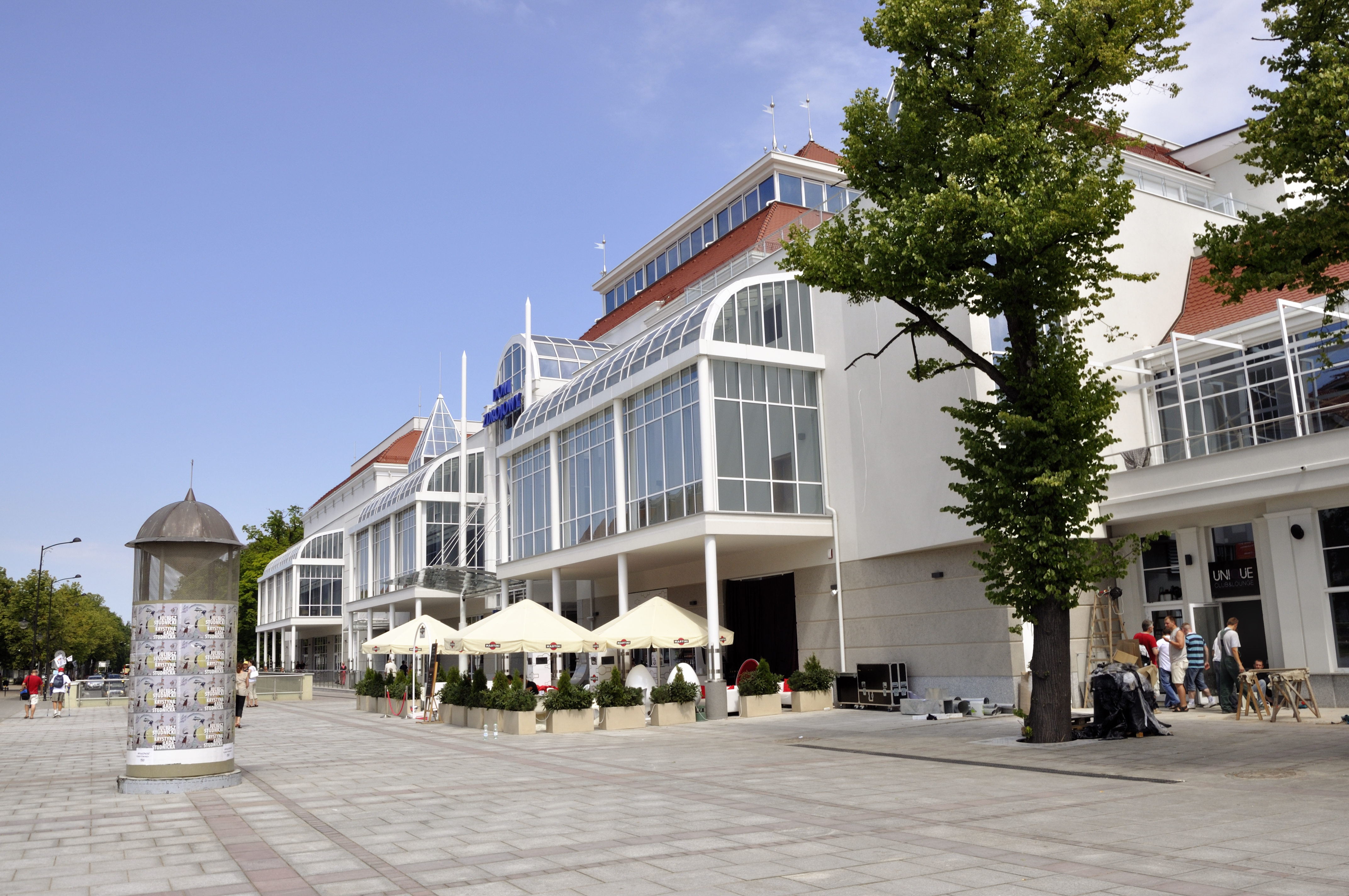
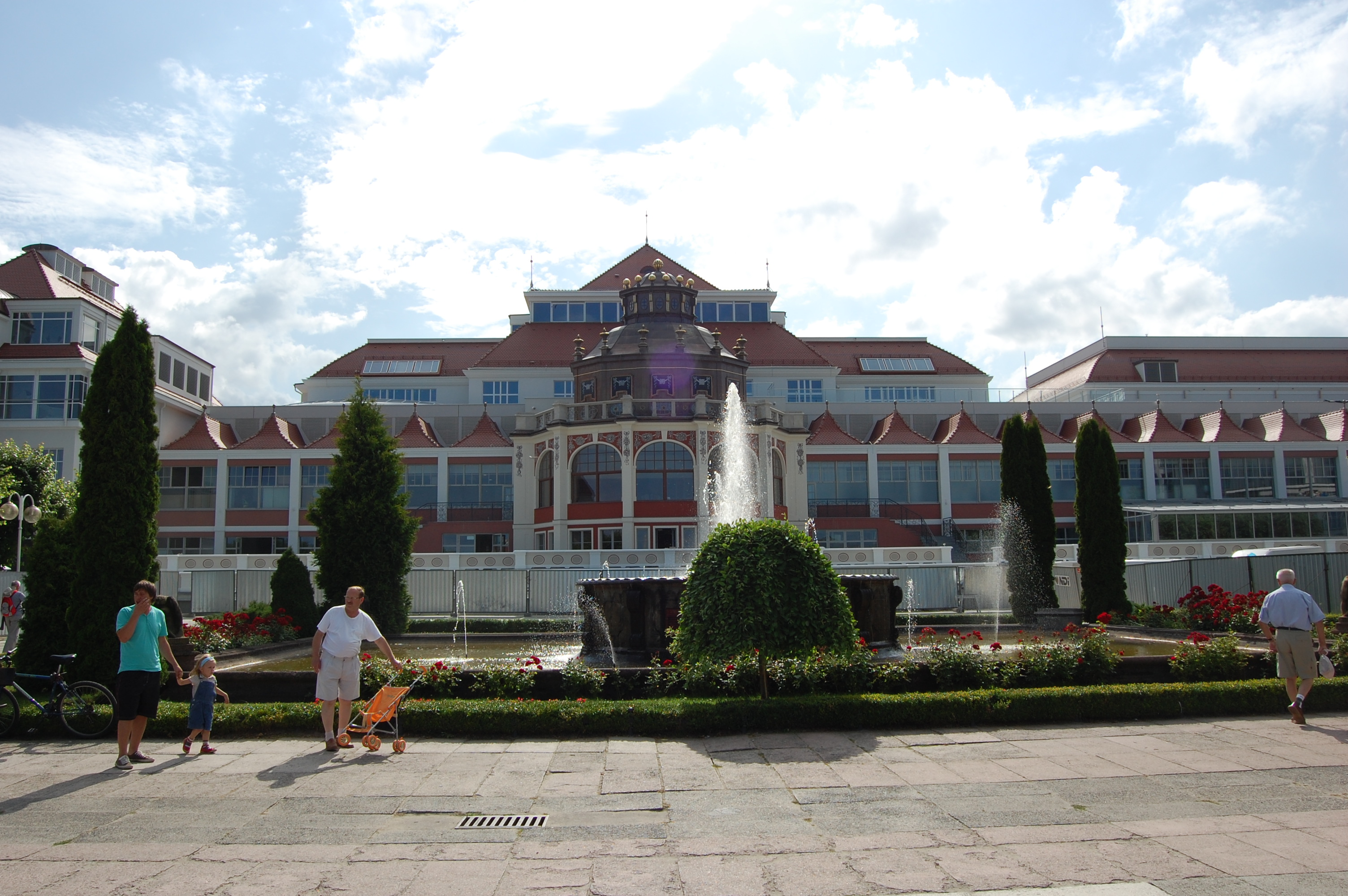